# Stylicho

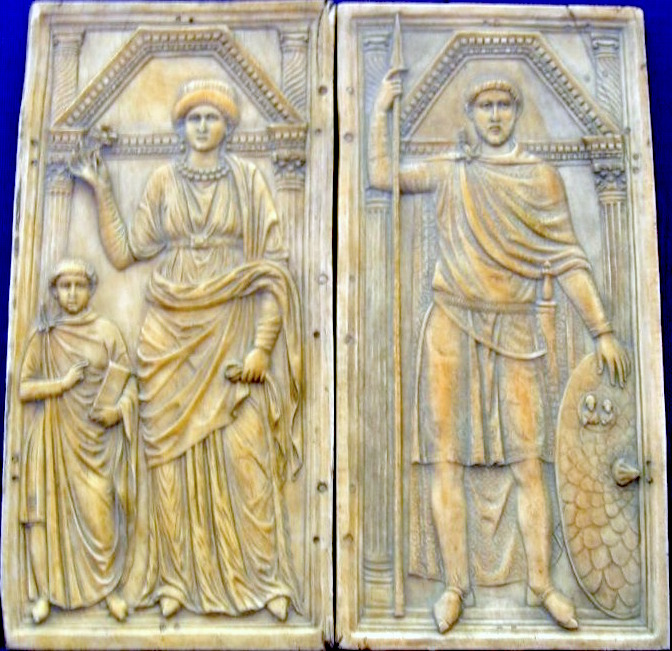
Stylichon, po prawej, z żoną Sereną i synem Eucheriusem

Stylicho (łac. Flavius Stilicho; ur. ok. 359, zm. 22 sierpnia 408) – wódz (magister militum) i patrycjusz rzymski. Z pochodzenia był Wandalem. We wczesnej młodości wstąpił do armii rzymskiej, w której doszedł do najwyższego stanowiska za panowania Teodozjusza I. Mąż siostrzenicy Teodozjusza I (Sereny), ojciec Euchariusza i opiekun następcy Teodozjusza, Honoriusza.
Najprawdopodobniej jego ojciec był Wandalem, a matka Rzymianką.
W roku 384 brał udział w poselstwie do Persów.
W roku 391 został mianowany magister militum.
W następnych latach prowadził zwycięskie walki z Bastarnami.
W roku 394 walczył z cesarzem-uzurpatorem Eugeniuszem, który został pokonany w bitwie nad rzeką Frigidus, zaś Stylichon został głównodowodzącym wszystkich wojsk cesarskich na Zachodzie.
W roku 395 cesarz Teodozjusz I powierzył mu opiekę nad swymi małoletnimi synami – Arkadiuszem i Honoriuszem.
W 396 roku Stylicho wyprawił się w dół Renu, aż do ujścia rzeki do morza, zawierając po drodze sojusze z miejscowymi plemionami. Po zakończeniu misji dyplomatycznej, Stylicho udał się do Grecji, gdzie od Arkadiusza dostał zadanie powstrzymania wizygockiej inwazji na tereny greckie. Stylicho wyruszył więc pod Polenti, gdzie odbyła się główna bitwa. Udało mu się okrążyć obóz króla Wizygotów, jednak z niewiadomych przyczyn dał Alarykowi I możliwość wyjścia z oblężenia. Prawdopodobnie Stylichonowi brakowało już sił. Klaudian tłumaczył w swoim panegiryku Stylichona, na którego spadły wówczas zarzuty, że za wolno podjął się tej walki. I słusznie, gdyż Italia nie była jeszcze wtedy dostatecznie przygotowana do walki z Gotami. W 403 r. w bitwie pod Weroną zwyciężył wojska Alaryka.
Stylicho jest odpowiedzialny za spalenie ksiąg sybilijskich, które były ważne dla pogan, wyznających dawną wiarę. W 408 r. Stylicho postanowił rozprawić się z brytyjskim uzurpatorem. Jednak do walki nie doszło, a sam Stylicho został obarczony winą za powolne chylenie się cesarstwa ku upadkowi. Doszło do zamachów, w których życie straciło wielu przyjaciół Stylichona. Wieści mówiły nawet o śmierci samego cesarza Honoriusza. Jak się potem okazało, Honoriusz nie zginął i dołączył do oponentów Stylichona. W jego obozie doszło do rozłamu i przy Stylichonie pozostała jedynie część jego przyjaciół. I to tylko po to, aby wkrótce go zdradzić. Próbował ukryć się na terenie kościoła w Rawennie, ale podstępem wywabiony stracił życie 22 sierpnia 408 r. W Italii na wieść o klęsce Stylichona doszło do mordów na Germanach.
Klaudian w swoich panegirykach na cesarza Honoriusza bardzo wychwalał Stylichona. Porównywał go nawet do bogów. Powiększał jego zasługi. Uważał, że Stylicho przewyższał innych wodzów, gdyż zwycięstwo nad Alarykiem było odniesione większym trudem niż tamte poprzednie. Alaryk był bowiem silniejszy niż poprzedni, z którymi się zmagano.